# 深井雅海
深井 雅海（ふかい まさうみ、1948年 - ）は、日本の歴史学者、財団法人徳川黎明会徳川林政史研究所所長。元聖心女子大学教授。

## 経歴
1948年、広島県で生まれた。國學院大學文学部に進学し、1971年に卒業。同大学大学院に進んだ。
徳川林政史研究所主任研究員、國學院大學栃木短期大学を経て、聖心女子大学文学部教授に就いた。1992年、学位論文『徳川将軍政治権力の研究』を國學院大學に提出して歴史学博士の学位を取得。財団法人徳川黎明会徳川林政史研究所副所長。　

## 研究内容・業績
専門は日本近世史で、近世政治史に関する著作が多い。

## 著書
単著
- 『徳川将軍政治権力の研究』吉川弘文館 1991 ISBN　4642033041
  - オンデマンド版　2022[3]
- 『江戸城御庭番：徳川将軍の耳と目』中公新書 1992
  - 再版 吉川弘文館(読みなおす日本史) 2018[4]
- 『図解・江戸城をよむ：大奥・中奥・表向』原書房 1997[5]
- 『江戸城：本丸御殿と幕府政治』中公新書 2008[6]
- 『 綱吉と吉宗』(日本近世の歴史 3) 吉川弘文館　2012[7][8]
- 『刀剣と格付け：徳川将軍家と名工たち』吉川弘文館 2018[9][10]
- 『江戸城御殿の構造と儀礼の研究：空間に示される権威と秩序』吉川弘文館 2021[11][12]

共編著
- 『江戸幕府役職武鑑編年集成』(全36巻) 藤實久美子共編、東洋書林 1996-1999
- 『江戸幕府大名武鑑編年集成』(全18巻) 藤實久美子共編、東洋書林 1999-2000
- 『江戸時代武家行事儀礼図譜』(全8巻)  東洋書林 2001-2002
- 『江戸時代の古文書を読む』(全10巻) 徳川林政史研究所監修、竹内誠・太田尚宏・白根孝胤共編 東京堂出版 2005-2012
- 『日本近世人名辞典』竹内誠共編、吉川弘文館 2005[13][14]
- 『近世公家名鑑編年集成』(全15巻) 藤實久美子共編、柊風舎 2009-2010
- 『徳川幕臣人名辞典』竹内誠・太田尚宏・白根孝胤共編、東京堂出版 2010
- 『徳川「大奥」事典』竹内誠・松尾美恵子共編、東京堂出版 2015